# Пристань (Пуховицький район)
 Пристань (біл. вёска Прыстань) — село в складі Пуховицького району Мінської області, Білорусь. Село підпорядковане Новопольській сільській раді, розташоване в центральній частині області.